# Hyophorbe
Hyophorbe Gaertn. è un genere di palme diffuso nelle isole Mascarene.

## Tassonomia
Comprende 5 specie:
- Hyophorbe amaricaulis Mart.
- Hyophorbe indica Gaertn.
- Hyophorbe lagenicaulis (L.H.Bailey) H.E.Moore - nota come palma bottiglia, endemica di Mauritius
- Hyophorbe vaughanii L.H.Bailey
- Hyophorbe verschaffeltii H.Wendl. - endemica di Rodrigues